# Scott Mountains, Antarktis
Scott Mountains är ett berg i Antarktis. Det ligger i Östantarktis. Australien gör anspråk på området. Toppen på Scott Mountains är 1 028 meter över havet.
Terrängen runt Scott Mountains är lite kuperad. Trakten är obefolkad. Det finns inga samhällen i närheten. 